# Giáp Văn Thạch
Giáp Văn Thạch (1951-1984) là một nhạc sĩ Việt Nam. Tuy có tuổi đời không dài và khoảng 50 nhạc phẩm được sáng tác, nhưng ông được nhiều người biết đến với tư cách là người phổ nhạc bài thơ "Bài học đầu cho con" của nhà thơ Đỗ Trung Quân thành nhạc phẩm "Quê hương" nổi tiếng. 

## Cuộc đời và sự nghiệp
Nhạc sĩ Giáp Văn Thạch sinh năm 1951, nguyên quán tại xã An Sơn, tổng Bình Chánh, quận Lái Thiêu, tỉnh Thủ Dầu Một (nay thuộc phường Thuận An, Thành phố Hồ Chí Minh). Từ năm 1975, ông tham gia phong trào văn nghệ quần chúng và trở thành cán bộ của Phòng Biên tập-Văn nghệ, Sở Văn hóa Thông tin Sông Bé, phụ trách chuyên mục âm nhạc của tạp chí Văn Hóa Sông Bé.
Ông được biết đến như một cán bộ văn hóa năm nổ. Ông thường xuyên tham gia những chuyến đi dài ngày cùng ăn cùng ở với những người dân làm kinh tế mới, những thanh niên xung phong ở các nông trường Bến Cát, Bình Long, Bù Đăng, Lộc Ninh, Tân Uyên... Từ những trải nghiệm thực tế, ông đã có cảm hứng sáng tác nhiều ca khúc như "Những dòng nhựa trắng thân thương", "Con thuyền ngược thác", "Tiếng gọi rừng Đắc Ơ", "Niềm vui cô gái ngành vật liệu chất đốt"... và tự ôm đàn hát biểu diễn cho những người dân và công nhân trong những lán trại đơn sơ miền Đông Nam Bộ.
Ông được biết đến là một người rất yêu thơ. Trong di cảo của ông, có thể tìm thấy nhiều tình khúc phổ thơ của nhiều nhà thơ như Vũ Quần Phương, Phan Thị Thanh Nhàn, Từ Nguyên Thạch… Hầu hết các bài thơ được ông sưu tập từ việc tìm đọc thơ trên các trang báo.
Sự nghiệp sáng tác âm nhạc của Giáp Văn Thạch nhiều trắc trở. Làm một người đam mê sáng tác, trong suốt cuộc đời mình, ông viết được hơn 50 ca khúc. Tuy nhiên, lúc sinh thời, hầu hết các sáng tác của ông đều không được biểu diễn trên sân khấu đại chúng do bị gán ghép xu hướng "nhạc vàng", vốn bị tẩy chay thời kỳ đó. Tuy buồn, nhưng nhạc sĩ không nản lòng. Ông thường tự mình biểu diễn cho các công nhân nghe trong các chuyến đi công tác thực tế.
Ông qua đời tháng 11 năm 1984 trong một chuyến công tác tại Phan Rang do bệnh sốt rét ác tính. Mộ phần của ông an vị tại quê nhà An Sơn.

## Nhạc phẩm "Quê hương"
Cuối năm 1983, nhạc sĩ Giáp Văn Thạch đọc được bài thơ "Bài học đầu cho con" của nhà thơ Đỗ Trung Quân đăng trên báo Khăn Quàng Đỏ ra ngày 5 tháng 12 năm 1983. Ông chép lại bài thơ trên báo và sáng tác thành ca khúc "Quê hương". Do nhạc phẩm không được chấp thuận biểu diễn trên sân khấu âm nhạc chính thức như nhiều ca khúc trước đó, ông đã nhiều lần từ mình biểu diễn cho các công nhân tại các nông trường cao su Sông Bé.
Mãi đến đầu năm 1984, ông gửi bản phổ nhạc phẩm "Quê hương" cho nhà văn Hoàng Văn Bổn, khi đó là Chủ tịch Hội Văn nghệ tỉnh Đồng Nai, duyệt và được cho in ca khúc lần đầu tiên ở Tạp chí Văn nghệ Đồng Nai số 10, năm 1984. Tuy nhiên, bài hát chỉ thực sự gây được sự chú ý sau khi nhạc sĩ qua đời.
Đầu năm 1985, khi trong một lần tham dự cuộc thi ca nhạc dành cho người lao động tại Khách sạn Bến Thành (Thành phố Hồ Chí Minh]], ca sĩ Ngọc Yến đã được nghe nhạc phẩm "Quê hương" trong phần trình bày của một nữ công nhân cạo mủ cao su của Công ty Cao su Dầu Tiếng hát. Ấn tượng trước nhạc phẩm này, ca sĩ đã ký âm lại bài hát. Tháng 4 năm 1985, bà biểu diễn và thu âm bài hát “Quê hương” tại Đài Truyền hình Thành phố Hồ Chí Minh. Bài hát từ đó trở nên nổi tiếng và lan tỏa khắp nơi.
Đến năm 1996, Đài Truyền hình Nhật Bản NHK đã trao tặng bài hát "Quê hương" là ca khúc châu Á có đời sống lâu dài nhất sử dụng trên đài truyền hình của nước mình (suốt 10 năm 1986-1996) với số tiền thưởng 1.000 USD. Nhà thơ Đỗ Trung Quân đã tặng lại số tiền này vợ nhạc sĩ Giáp Văn Thạch sử dụng để nuôi các con ăn học. Từ năm 2000, nhà thơ cũng bàn giao hoàn toàn tác quyền bài hát "Quê hương" cho nhạc sĩ Giáp Văn Thạch, toàn bộ tiền bản quyền và biểu diễn đều do gia đình nhạc sĩ thụ hưởng.

## Nhạc phẩm nổi bật
- Cánh hoa dầu
- Tiếng gọi rừng Đắc Ơ
- Con thuyền vượt thác" (phổ thơ Nguyễn Trọng Tạo)
- Đường thời gian (phổ thơ Phan Thị Thanh Nhàn)
- Quê hương (phổ thơ Đỗ Trung Quân)

...

## Gia đình
Ông lập gia đình với bà Phạm Thị Vui năm 1976. Hai người có với nhau 3 người con: 2 gái, 1 trai.